# 賈巴爾·別兒迪
賈巴爾·別兒迪（？—1419年），金帳汗國的一個可汗，脱脱迷失之子，1417年至1419年在位。除偶爾與也迪古及立陶宛人維陶塔斯鬥爭，他的統治時期相對和平。
他去世後，汗國由他的兒子道剌特·别尔迪控制，但與侄子兀鲁·穆罕默德分裂。
| 前任： 庫卡剌汗 | 金帳汗國君主 1416年-1417年 | 繼任： 德維什汗 |